# Ernst Perabo

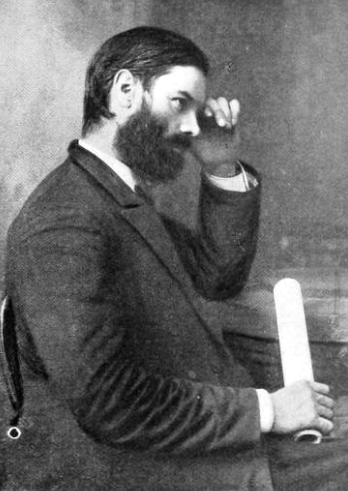

Johann Ernst Perabo, född den 14 november 1845 i Wiesbaden, död den 29 oktober 1920 i Boston, Massachusetts, var en tyskfödd amerikansk pianist och tonsättare.
Perabo erhöll sin första musikaliska utbildning i New York, dit familjen flyttade 1852. Redan vid nio års ålder spelade han "Das Wohltemperierte Klavier" utantill. Sedermera studerade han i Hamburg och Leipzig. År 1865 återvände han som färdig pianist till New York och bosatte sig året därpå i Boston, där han gjorde sig fördelaktigt känd som pianist, lärare och tonsättare. Han komponerade bland annat ett scherzo.